# Coptosapelteae
Coptosapelteae, tribus broćevki s još neutvrđenim potporodičnom pripadnošću (Coptosapeltoideae ined.). Tribus je opisan u Taxon 25: 600. 1976. a u njega su uključena dva roda rasprostranjena po južnoj i jugoistočnoj Azija.

## Rodovi
1. Acranthera Arn. ex Meisn.
2. Coptosapelta Korth.

## Vanjske poveznice
- Pollen grains of Acranthera tomentosa (SEM): ...